# Paepalanthus dichotomus
Paepalanthus dichotomus är en gräsväxtart som beskrevs av Johann Friedrich Klotzsch och Friedrich August Körnicke. Paepalanthus dichotomus ingår i släktet Paepalanthus och familjen Eriocaulaceae.

## Underarter
Arten delas in i följande underarter:
- P. d. brasiliensis
- P. d. dichotomus
- P. d. glabrescens
- P. d. pumilus